# Velika peć
Velika peć je pećina kod Grabovca, općina Šestanovac.

## Opis
Datacija nalaza je od 5000. pr. Kr. do 1500. godine. Pećina Velika peć nalazi se na sjevernoj padini Sridnje gore, JI od sela Grabovca. U prostor pećine silazi se kroz veliki strmi otvor ovalnog oblika. Istraživanja su pokazala kako je Velika peć bila naseljavana od neolitika do srednjeg vijeka. Najstariji, do sada otkriveni nalazi, potječu iz starijeg neolitika. Brojna ognjišta i tragovi loženja vatre govore o dugotrajnom naseljavanju pećine, sve do u srednji vijek. Svi slojevi su bogati arheološkim nalazima, a osobito eneolitički ( Cetinska kultura) i brončanodobni slojevi.

## Zaštita
Pod oznakom Z-5999 zavedeno je kao nepokretno kulturno dobro - pojedinačno, pravna statusa zaštićena kulturnog dobra, klasificirano kao "arheološka baština".